# Urophyllum ceylanicum
Urophyllum ceylanicum är en måreväxtart som först beskrevs av Robert Wight, och fick sitt nu gällande namn av George Henry Kendrick Thwaites. Urophyllum ceylanicum ingår i släktet Urophyllum och familjen måreväxter. Inga underarter finns listade i Catalogue of Life.